# Penisola superiore
La penisola superiore, conosciuta anche come Michigan superiore o, meno comunemente, Sopra il ponte, è il territorio settentrionale che compone il Michigan. Confina a nord con il Lago Superiore, a est con il fiume Saint Marys, a sud con il lago Michigan e con il lago Huron e ad ovest con lo Stato del Wisconsin.

## Descrizione
Questa penisola copre un terzo del territorio totale del Michigan ma, a causa del territorio sfavorevole all'insediamento umano, solo il tre percento della popolazione dello Stato vive qui. I residenti sono comunemente chiamati Yoopers (derivato da "U.P.-ers", "U.P." sta per Upper Peninsula, ossia Penisola superiore) e hanno una forte identità regionale. In questo territorio sono situate le uniche contee degli Stati Uniti d'America dove c'è una forte minoranza di residenti finlandesi.
Le città più popolate della penisola sono Marquette, Escanaba, Sault Ste. Marie, Menominee e Iron Mountain. La formazione morfologica del terreno e il clima non sono adatti all'agricoltura, quindi la risorsa economica più diffusa nel territorio è il lavoro in miniera. Molte miniere sono state però chiuse in un'epoca chiamata "età dell'oro" che comprende gli anni dal 1890 al 1920 e gran parte del territorio resta tutt'oggi ricoperto da foreste. La maggiore industria è quella del legno.

## Geografia

### Aspetti geografici generali

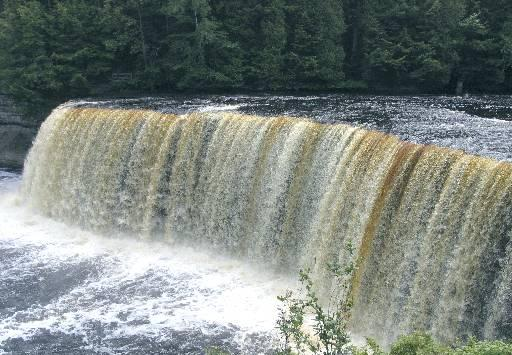
Le cascate generate dal fiume Tahquamenon sono situate nella parte settentrionale della penisola.

La penisola copre 42.610 chilometri quadrati, ossia quasi un terzo del territorio totale dello Stato del Michigan. La massima distanza da ovest a est che si può percorrere sulla terraferma è di 515 chilometri e quella da nord a sud è di circa 200 chilometri. La penisola confina a nord con il lago Superiore, a est col fiume Saint Marys, a sud con il lago Michigan e con il lago Huron e a ovest con lo Stato del Wisconsin e, includendo il territorio acquatico, anche con lo Stato del Minnesota. Questa penisola possiede almeno 2.700 chilometri di costa ininterrotta con i Grandi Laghi. I laghi interni sono più di 4.300, il più grande dei quali è il Lago Gogebic.
La regione del Michigan superiore è divisa in una parte paludosa e ampia a est, parte della Piana dei Grandi Laghi, e di una zona più sfruttata e favorevole alla vita dell'uomo a ovest, chiamata Superior Upland, parte dello scudo canadese. Il blocco di terreno che compone la parte occidentale della penisola è il risultato di eruzioni vulcaniche ed è stimato che risalgono a più di 3,5 miliardi di anni fa e che contengono i giacimenti d'oro. Una notevole parte di questo tipo di terreno, molto solido, è ben visibile anche a cielo aperto. Il monte Arvon, il punto più alto del Michigan, è situato in questa regione. Gli altipiani sono solo il rimanente degli antichi picchi, ormai erosi dai vari agenti atmosferici, come le glaciazioni, la pioggia o il vento.
La penisola di Keweenaw è la parte più settentrionale della penisola e si lancia nel lago Superiore. Essa è stata il teatro del primo boom delle miniere di rame negli Stati Uniti d'America ed è parte della contea di Copper. L'isola Copper è situata ancora più a nord della penisola ed è, comprendendo i territori non attaccati alla terraferma, la zona più settentrionale del Michigan.
Circa un terzo della penisola superiore è ricoperto da foreste e paludi, che hanno formato aree protette, come la Foresta Nazionale di Ottawa e la Foresta Nazionale di Hiawatha. Sebbene il territorio sia stato bonificato nei primi anni del XX secolo, la maggior parte delle zone prive di alberi è stata riportata al suo stato primitivo grazie al progetto di rinserimento della vegetazione avvenuto negli anni settanta.

### Clima
La penisola superiore gode di un clima continentale umido (Dfb nel sistema di classificazione dei climi di Köppen) e i Grandi Laghi hanno un forte impatto su questo fenomeno. Gli inverni sono lunghi, freddi e nevosi nella maggior parte della penisola e, a causa della latitudine piuttosto settentrionale, le ore di luce medie giornaliere scendono a otto tra l'alba e il tramonto in questa stagione. Il lago Superiore è quello che influenza di più il clima dell'area, specialmente le regioni settentrionali ed occidentali. Molte aree sono soggette anche a raggiungere i 250 centimetri di neve, soprattutto nella penisola di Keweenaw e nelle contee di Baraga, di Marquette e di Alger, dove il lago Superiore contribuisce notevolmente a provocare il fenomeno della neve. La neve può anche raggiungere i 760 centimetri in quest'area. La penisola Keweenaw registra il più grande numero di valanghe che in qualunque altro posto negli Stati Uniti continentali ove sono assenti alte montagne.
A causa delle forti tempeste che si registrano sul lago Superiore, si può dire che la massiccia caduta di neve sulla penisola Keweenaw raggiunge quasi a stento quella delle Montagne Rocciose. Nella città di L'Anse si registrano 600 centimetri di neve all'anno in media. L'effetto del lago sulla neve provoca un suo rivestimento da una lastra di ghiaccio e, negli ultimi giorni nei quali si registra questo fenomeno, si può verificare una produzione di tuoni.
L'area lungo il confine con il Wisconsin gode invece di un clima continentale poiché i fenomeni atmosferici qui svolti non sono influenzati dai laghi. Le estati sono tiepide e gl'inverni freddi, molto rigidi durante la notte. Le località situate su fiumi o su laghi interni sono però leggermente influenzate dal lago Superiore. In estate si possono raggiungere, come minimo limite, i 5 gradi centigradi nei territori dell'entroterra e l'effetto opposto si può avere in inverno. L'area della penisola superiore, a nord della Green Bay e a ovest da Menominee e da Escanaba e le altre aree del fiume Iron non presentano grandi fenomeni atmosferici e le precipitazioni sono più scarse; questa zona è conosciuta "the banana belt".

### Flora e fauna

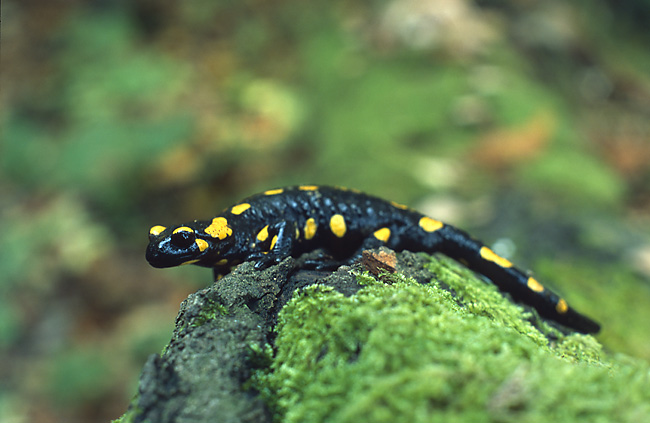
Salamandra salamandra

La penisola superiore ospita una grande varietà di specie animali e vegetali. Più di un terzo della penisola superiore è ricoperto da boschi, foreste e paludi, che ospitano, perlopiù, pini.
Tra i mammiferi che si possono trovare sulla penisola prevalgono soricidi, talpe, topi, cervi dalla coda bianca, alci, orsi neri americani, volpi rosse, volpi grigie, lontre del fiume americane, martore, martore di pennant, lupi grigi, coyote, lepri americane, conigli dalla coda di cotone, scoiattoli, scoiattoli striati, opossum, procioni e pipistrelli.
La grande varietà di uccelli include falchi, falchi pescatori, gabbiani, colibrì, cince, pettirossi americani, picchi e aquile di mare testabianca. In termini di rettili e anfibi, la penisola superiore varie specie di serpenti e di tartarughe, oltre che salamandre, rane e rospi.
Laghi e fiumi ospitano grandi varietà di pesci come lucci, trote e salmoni. Sulla penisola superiore vivono anche crostacei e gasteropodi come vongole, lumache acquatiche e aragoste.

### Fuso orario
Come nell'intera penisola inferiore del Michigan, la maggior parte della penisola superiore segue il fuso orario orientale. Comunque, le quattro contee che confinano con il Wisconsin si trovano nel fuso orario centrale.
Nel 1967, quando l' Uniform Time Act fu messo in atto, la penisola superiore era interamente compresa nel fuso orario centrale, senza essere spezzata in due come lo è attualmente. Nel 1973 la maggior parte della penisola fu spostata al fuso orario orientale. Solo le contee di Gogebic, Iron, Dickinson e Menominee rimasero nel fuso orario centrale.

## Storia
I primi abitanti della penisola superiore furono tribù che parlavano lingue algonchine. Essi arrivarono in questo territorio circa nell'800 a.C. e la loro sopravvivenza era dovuta alla pesca. Le prime tribù ad abitare la zona comprendevano i Menominee, gli Odawa, gli Ojibwa, i Nocquet e i Potawatomi. Étienne Brûlé, proveniente dalla Francia, fu probabilmente il primo europeo a visitare la penisola, arrivandoci attraversando il fiume Saint Mary attorno al 1620 in cerca di un'alternativa strada verso l'estremo oriente.
I coloni francesi reclamarono il possesso della penisola attorno all'inizio del XVIII secolo, stabilendo missioni e sindacati e fondando le città di Sault Ste. Marie e di St. Ignace. Verso la fine della Guerra franco-indiana, nel 1763, il territorio fu ceduto alla Gran Bretagna.
Le tribù indiane, alleate coi francesi, furono insoddisfatte della legislatura inglese, la quale stabilì nuove politiche territoriali. Mentre i francesi stabilivano alleanza con gli indiani, l'avvicinamento anche da parte degli inglesi, una volta finita quella guerra, fu essenziale per portare loro le precedenti scoperte europee e, ovviamente, per conquistare nuove terre. La conseguenza della Ribellione di Pontiac incluse la cattura della Fortezza Michilimackinac, nei pressi dell'attuale città di Mackinaw City, il centro urbano che funse da notevole porto per i coloni britannici nella regione di Michilimackinac.
Sebbene la penisola superiore venne reclamata come parte degli Stati Uniti d'America nel 1783 attraverso il Trattato di Parigi, i britannici non ebbero il controllo della zona fino 1797, quando fu firmato il Trattato di Londra. Come territorio americano, la penisola superiore fu sempre governata da un sindacato. John Jacob Astor fondò la American Fur Company, un'industria che produceva pellicce, sull'isola Mackinac nel 1808. La compagnia però iniziò a declinare verso l'anno 1830.

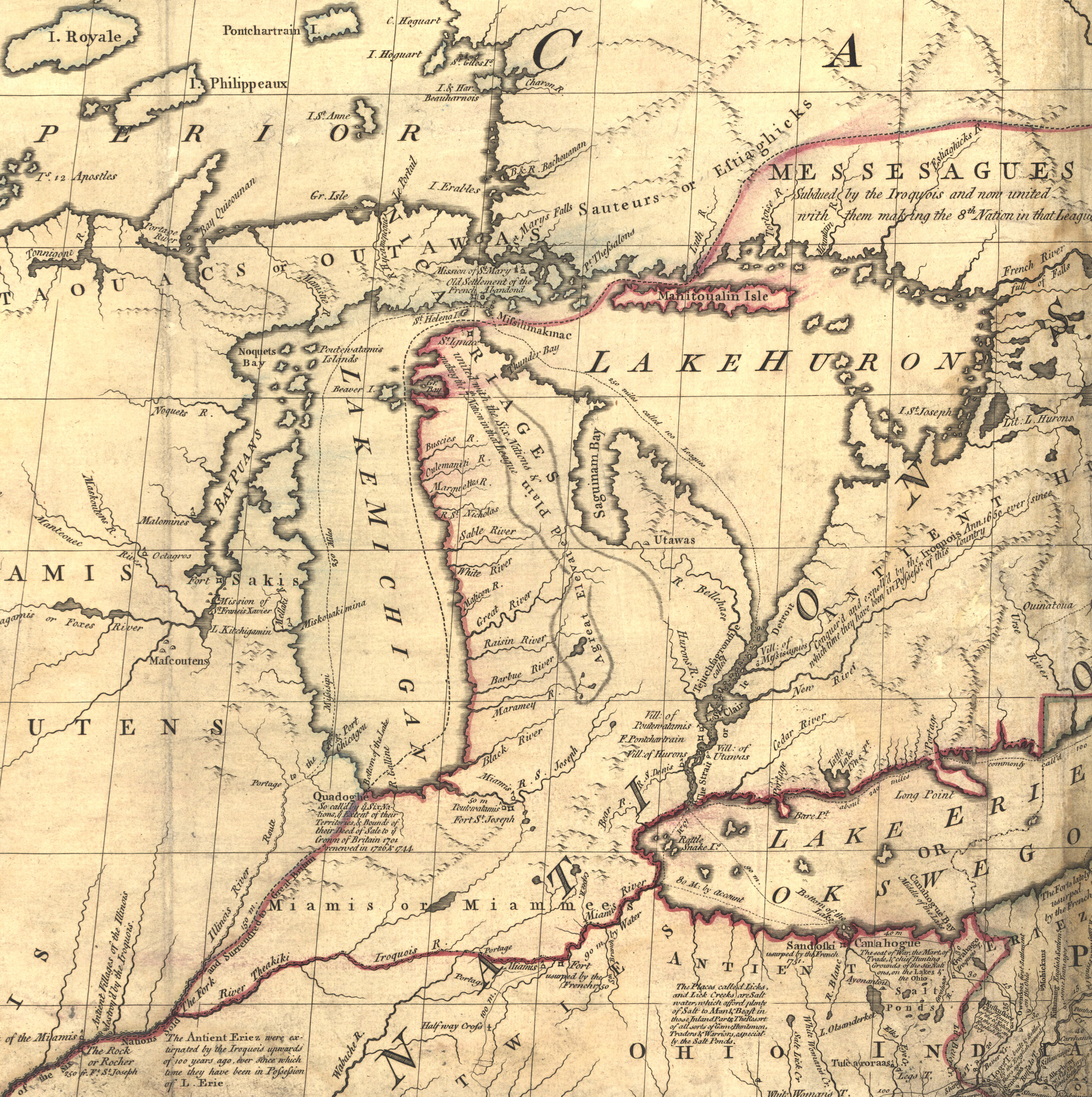
La penisola superiore sulla Mitchell Map, una mappa ottocentesca, è situata, in questo pezzo, a nord-ovest.

Quando il Territorio del Michigan fu stabilito nel 1805, esso includeva soltanto l'intera penisola inferiore e solo una piccola parte orientale della penisola superiore. Nel 1819 il territorio fu allargato unendovi il resto della penisola, tutto l'attuale territorio dello Stato del Wisconsin e parte del Minnesota (che prima faceva parte dell'Indiana e dell'Illinois). Ma quando il Michigan si preparava per l'ingresso agli Stati Uniti verso il 1830, i confini ritornarono quelli originali, escludendone però l'intera penisola superiore. Intanto il territorio entrò in una disputa con l'Ohio in un conflitto chiamato Guerra di Toledo, dalla città di Toledo, da cui prende il nome. Gli abitanti del Michigan approvarono una costituzione nel maggio 1835 ed elessero i loro ufficiali nell'autunno dello stesso anni. Sebbene il Governo dello Stato non avesse rappresentanti al Congresso degli Stati Uniti, il Governo territoriale cessò effettivamente di esistere. Una convenzione costituzionale legislativa rifiutò il compromesso di prendere i tre quarti della penisola superiore in cambio di cedere all'Ohio la Striscia di Toledo, un piccolo territorio che da circa un anno i due Stati si contendevano. In una seconda convenzione, voluta dal Governatore Stevens Mason, supportata soprattutto dai votanti di Mason, il Michigan finalmente accettò le condizioni stabilite dal Governo degli Stati Uniti nel dicembre 1836.
Nel gennaio 1837 il Congresso degli Stati Uniti incluse il Michigan all'unione come ventiseiesimo Stato. A quel tempo il Michigan era considerata la regione perdente degli Stati Uniti d'America perché la penisola superiore era ritenuta una terra senza valore in confronto alla Striscia di Toledo: la penisola era infatti una regione sterile sul lago Superiore destinata a rimanere un luogo selvaggio e senza risorse da sfruttare per l'uomo.
Queste opinioni furono cambiate non appena furono scoperti giacimenti minerari nel terreno della penisola di rame e ferro verso il 1840. Nonostante non siano state in un primo tempo molto redditizie, le miniere della penisola superiore producevano più materiale della corsa all'oro californiana, specialmente dopo l'apertura della Soo Locks nel 1855 e dell'ampliamento di Marquette nel 1859. La penisola superiore arrivò a produrre più del 90% del rame in tutta l'America nel 1860. Fu inoltre il maggiore produttore di ferro nel 1890, ma nel 1920 l'attività nella miniera iniziò il declino. L'ultima miniera di rame fu chiusa nel 1995, però la maggior parte delle miniere fu chiusa alcuni decenni prima. Alcune miniere di ferro sono tuttavia ancora attive nei pressi della città di Marquette.
Migliaia di americani e di immigrati si trasferirono in quest'area durante il boom delle miniere, costringendo il Governo territoriale a costruire la Fortezza Wilkins nei pressi di Copper Harbor per continuare a lavorare nelle miniere. I primi immigrati venivano dalla Cornovaglia, in Inghilterra, e avevano secoli di esperienza nel lavoro nelle miniere, seguiti dagli irlandesi, dai tedeschi e dai francesi del Canada. Gli immigrati finlandesi si stabilirono sulla penisola nel 1890. Nel primo decennio del XX secolo il 75% della popolazione totale era di origine straniera.